# Stichopogon elegantulus
Stichopogon elegantulus är en tvåvingeart som först beskrevs av Christian Rudolph Wilhelm Wiedemann 1820.  Stichopogon elegantulus ingår i släktet Stichopogon och familjen rovflugor. Inga underarter finns listade i Catalogue of Life.